# Щукин, Юрий Николаевич
Юрий Никола́евич Щу́кин (род. 26 июля, 1939, Казахстан) — советский и российский инженер-метролог, дозиметрист. Специалист в области радиационного контроля и метрологии ионизирующих излучений. Участник ликвидации последствий аварии на Чернобыльской АЭС (руководитель оперативной группы по оценке последствий катастрофы).

## Биография
Родился 26 июля 1939 года в Казахстане.
В 1958 году окончил специальное Горнотехническое училище, а в 1971-м Всесоюзный институт стандартизации и метрологии.
С 1962 по 1968 год работал в службе радиационной безопасности Ленинградского института ядерной физики и отраслевом отделении ядерной и радиационной безопасности Минсудпрома СССР в составе ЦНИИ конструкционных материалов «Прометей», где принял участие в разработке и внедрении элементов прикладного управления «Режимом радиационной безопасности».
С 1984 по 1986 гг. являлся членом координационного научно-технического совета обороны отраслей промышленности при правительстве СССР.
В мае 1986 года (во время развертывания работ по локализации и ликвидации последствий аварии на Чернобыльской АЭС) был командирован на Украину, где руководил группой Минсудпрома СССР по радиационной защите предприятий отрасли и их персонала, производил метрологическую оценку используемой дозиметрической и радиометрической аппаратуры радиационного контроля для защиты населения в условиях загрязнения территории областей Украины радионуклидами чернобыльского происхождения.
В конце мая 1986 года, вернувшись с Украины, Ю. Н. Щукин совместно с В. П. Похом представил руководству города Ленинграда и области отчёт объективной информации о негативных последствиях катастрофы для региона и вариант защиты населения в этой ЧС, используя наработки отраслевого отделения ядерной радиационной безопасности Минсудпрома. Так, в начале июня 1986 года впервые в истории региона на специальном заседании партийного и советского руководства города и области был образован функциональный орган административного управления «Комиссия радиационного контроля Ленинграда и области» (КРК) (Председатель — начальник отделения ЯРБ В. П. Пох 1986-88 гг., заместитель — Ю. Н. Щукин, с 1988 г. — председатель), которая за месяц создала жесткую систему защиты от радиационных последствий аварии на ЧАЭС.
С июня 1986 года — секретарь, затем заместитель председателя, а с 1988 года председатель Комиссии радиационного контроля Ленинграда и Ленинградской области. Член комиссии по чрезвычайным ситуациям ленинграда и области.
С 2007 года по настоящее время работает в НИЦ ПИЯФ в качестве ведущего инженера отдела радиационной безопасности. Является главным специалистом по модернизации и реконструкции автоматизированных систем радиационного контроля как на радиационных объектах, так и систем мониторинга внешней среды.

## Научная деятельность

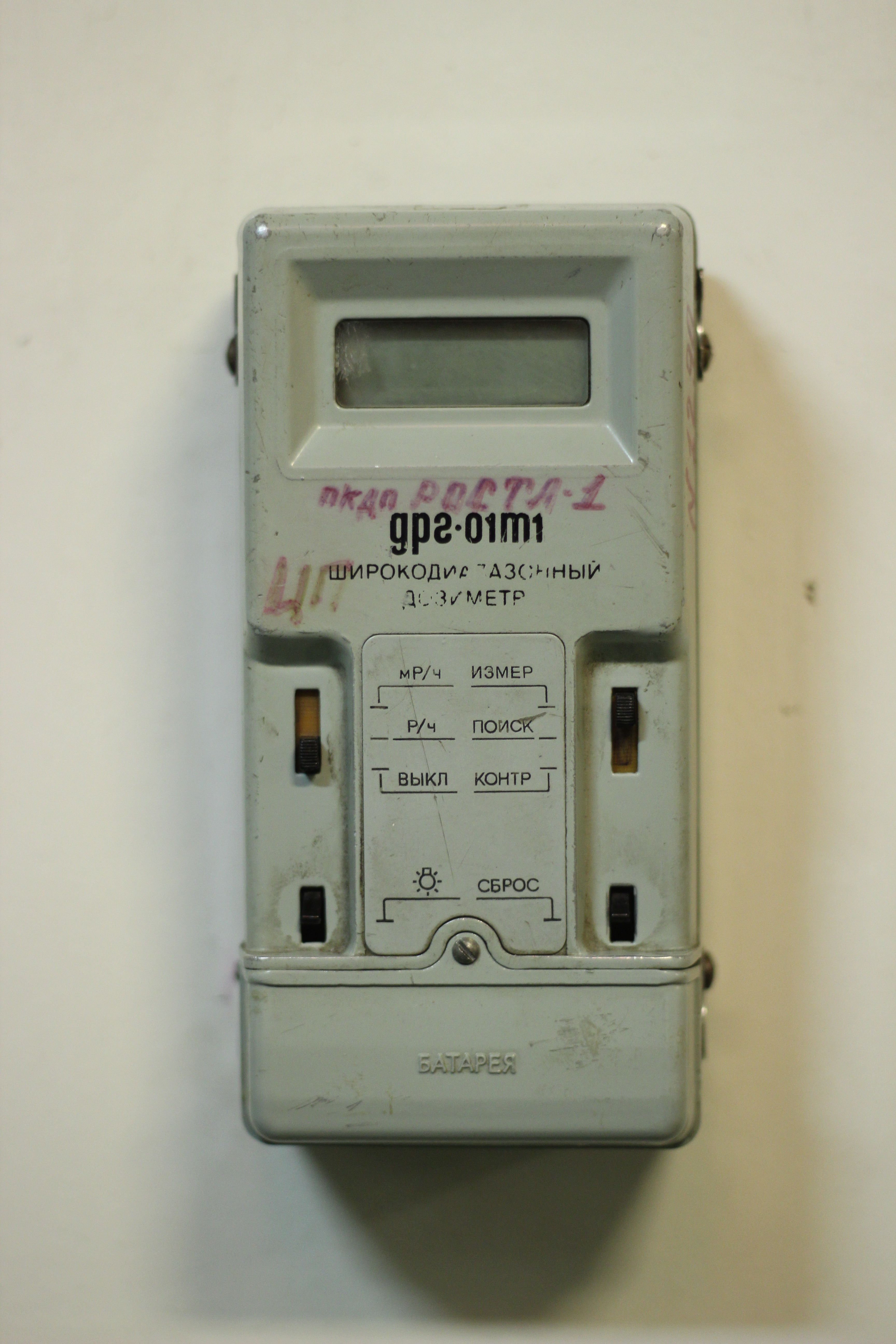
Дозиметр ДРГ-01Т1

Специализируется в области радиационного контроля и метрологии ионизирующих излучений.
Провел ряд прикладных исследований по систематизации многоуровневых формализованных структур и органов управления и контроля состояния радиационной и ядерной безопасности на предприятиях различных отраслей народного хозяйства.
На основе систематизации и анализа данных радиационного контроля на предприятиях Министерства Судопромышленности СССР в 1971—1973 гг. им была создана, развита и внедрена на предприятиях Минсудпрома СССР «Концепция административных уровней состояния радиационной безопасности», позже в НРБ-99 получивших название «Контрольные уровни».
При участии Ю. Н. Щукина разработаны, модернизированы, изготовлены, проведены государственные испытания и внедрены в производство приборы радиационного контроля, которыми пользуются и сегодня, в том числе:
- индивидуальный дозиметр ТЛД (1975—1986 гг., институт «Геохимия», Иркутск, Ангарск),
- носимый прибор ДРГ (1973—1988 гг., институт «Биофизика», НПО «Ленинец», Ленинград),
- радиометр СИБ-02 (1986—1988, ЛИЯФ РАН, Гатчина, НПО «Равенство», Ленинград).

Главным результатом деятельности основанной Ю. Н. Щукиным комиссии радиационного контроля (КРК), помимо прочего, стало недопущение потребления каждым жителем региона — не менее 1 тонны загрязненных продуктов питания, а также выпуск «Экологической карты» Ленобласти, экологических атласов Ленинграда и Гатчины с указанием, в том числе, ареалов радиационных загрязнений чернобыльского происхождения и других выявленных образований техногенного наследия.